# Pengentaan
Pengentaan is een bestuurslaag in het regentschap Lahat van de provincie Zuid-Sumatra, Indonesië. Pengentaan telt 505 inwoners (volkstelling 2010).